# Neuvy-en-Sullias
Neuvy-en-Sullias è un comune francese di 1 194 abitanti situato nel dipartimento del Loiret nella regione del Centro-Valle della Loira.

## Società

### Evoluzione demografica
Abitanti censiti